# Hertha Wolf-Beranek
Hertha Wolf-Beranek (* 24. Juli 1912 in Mariaschein bei Teplitz, Böhmen; † 2. Juni 1977 in Gießen) war eine deutsche Volkskundlerin und Sprachwissenschaftlerin. Sie wurde vor allem bekannt als Leiterin des Sudetendeutschen Wörterbuchs und als Expertin für sudetendeutsche und karpatendeutsche Volkskunde.

## Leben
Hertha Wolf wurde am 24. Juli 1912 in Mariaschein bei Teplitz in Böhmen geboren. Nach der Schule begann sie ein Studium der Germanistik, Slawistik und Volkskunde an der Prager Karlsuniversität, das sie 1936 mit Auszeichnung abschloss. Anschließend studierte sie zusätzlich Chemie und Physik.
Während ihres Studiums war sie bereits als Mitarbeiterin im Archiv für Volkserziehung tätig und verfasste mehrere volkskundliche Arbeiten. Ab 1936 war sie Assistentin bei Gustav Jungbauer, bei dem sie 1942 kurz vor seinem Tod promovierte.
Während des Zweiten Weltkriegs war Wolf-Beranek Leiterin der volkskundlichen Abteilung in Käsmark in der Slowakei und Assistentin bei  Edmund Schneeweis am Slawischen Institut in Prag.
Nach den Forschungen von Tomáš Kubisa war Hertha Wolf-Beranek Mitglied des Ahnenerbe und weiterer SS-Organisationen.
Nach der Vertreibung kam Hertha Wolf mit ihrem Mann Franz J. Beranek nach Hessen. Dort arbeiteten beide am Aufbau der Sudetendeutschen Landsmannschaft und der Sudetendeutschen Jugend mit.
Hertha Wolf-Beranek starb im Juni 1977 in Gießen.

## Wirken

### Sudetendeutsches Wörterbuch
Gemeinsam mit ihrem Mann Franz J. Beranek arbeitete sie am Aufbau des Sudetendeutschen Wörterbuchs. Das Wörterbuch wurde am 1. Mai 1957 offiziell ins Leben gerufen, nachdem Franz Beranek zunächst in seiner Privatwohnung mit der neuen Materialsammlung begonnen hatte und 1959 Räume an der Justus-Liebig-Universität Gießen erhielt.
Nach dem Tod ihres Mannes 1967 übernahm Hertha Wolf-Beranek die ehrenamtliche Leitung des Sudetendeutschen Wörterbuchs vom Collegium Carolinum und führte das Projekt bis zu ihrem eigenen Tod im Juni 1977 weiter. Unter ihrer Leitung wurden die Sammel- und Auswertungsarbeiten energisch vorangetrieben.

### Wissenschaftliche Tätigkeit
Hertha Wolf-Beranek war als profunde Kennerin der sudeten- und karpatendeutschen Volkskunde anerkannt. Sie schrieb wissenschaftliche Artikel und volkskundliche Arbeiten für Fachzeitschriften und das Jahrbuch des Collegium Carolinum.
An den jährlichen Kulturtagungen des Südmährischen Landschaftsrates hielt sie jeweils Vorträge über Brauchtum, Sitte und Mundartforschung. In zahlreichen Vorträgen machte sie Fachkollegen und auch ein breites interessiertes Laienpublikum mit der sudeten- und slowakeideutschen Volks- und Mundartenkunde bekannt.